# War (film, 1913)
Pour les articles homonymes, voir War.
War est un film muet américain réalisé par Francis Ford et sorti en 1913.

## Fiche technique
- Réalisation : Francis Ford
- Scénario : Grace Cunard
- Durée : 30 minutes
- Date de sortie : États-Unis : 15 avril 1913

## Distribution
- Francis Ford
- Grace Cunard
- William Clifford : Tom
- Ray Myers : Dan